# Dmitrij Pisarev
Dmitrij Ivanovič Pisarev (rusky  Дми́трий Ива́нович Пи́сарев; 2. říjnajul./ 14. října 1840greg. ve vesnici Znamenskoje Orelské gubernie – 4. červencejul./ 16. července 1868greg. Dubulti) byl ruský publicista, literární kritik, materialista a revoluční demokrat.

## Životopis
Pisarev byl synem statkáře. Pisarevovou sestřenicí byla slavná ukrajinská spisovatelka Marko Vovčok. V roce 1861 absolvoval Petrohradskou univerzitu.
Pisarev byl, podobně jako Černyševskij a Dobroljubov, v dětství také hluboce nábožný. Na univerzitě vstoupil do spolku náboženských mystiků, kteří si mimo jiné kladli za úkol po celý život chránit své panictví. O dva roky později prožil krizi a ztratil víru. V roce 1862 za revoluční stať Ruská vláda pod ochranou Schédo-Ferroti byl Pisarev zatčen a uvězněn v Petropavlovské pevnosti, kde strávil čtyři a půl roku. Hlavním obsahem této stati bylo hlásání revoluce, výzva ke zničení samoděržaví. Pisarevův život byl krátký, protože se ve svých osmadvaceti letech utopil, když se koupal v moři poblíž Rigy. Nicméně stihl napsat mnoho prací, které měly vělký úspěch. Všechny jeho významné práce uveřejnil časopis Russkoje slovo, kde byl Pisarev ideovým vedoucím.

## Názory
Pisarev byl teoretikem nihilismu a hlásal tzv. „racionální sobectví“. Podle Nikolaje Losského byl Pisarev přívržencem vulgárního materialismu Vogta, Moleschott a Büchnera. V práci „Platónův idealismus“ otištěné časopisem Russkoje slovo v roce 1861, kritizoval Pisarev idealistická a teologická učení, podle nichž je příroda zcela závislá na duchu nebo idejích, učení, jež dávala přednost duchu před hmotou. Ve „Scholastice XIX. století“ (1861) poukazoval Pisarev na dva bojující tábory, na dvě protikladné strany vytvářející „velký rozkol v současném filosofickém světě“. Příčinu vzniku idealismu viděl v odtržení fantazie od skutečnosti. Důležité místo ve filozofii Dmitrije Pisareva zaujímá obhajoba a propagace Darwinova učení.
Lidové revoluce pokládal za oprávněné a nevyhnutelné, mající vyřešit boj sociálních skupin nebo stran ve společnosti. Spolu s ostatními revolučními demokraty kritizoval liberály, pokládal je za nespolehlivé spojence a žvanily. Pisarev prohlašoval práci za absolutní podmínku lidského života, za nutný předpoklad spokojenosti a štěstí lidí, za zdroj materiální hojnosti a duchovního bohatství. Práce, třídní boj, získání a rozšíření vzdělání lidu tvoří podle Pisareva základ společensko-historického pokroku.
Pisarev jako Černyševskij je v základě osvícenský filozof. S Bucklem spatřuje pokrok lidstva jen v rozšíření a zesílení rozumu a vzdělání. Pisarev zná jen jedno zlo v lidstvu – nevědomost, a proto též doporučuje jen jeden lék – vědu.

## Vliv
Pisarev měl ve své době značný vliv. Vynikající ruští vědci — Alexej Bach, Ivan Pavlov, Kliment Timirjazev aj. uznávali, že na ně Pisarev působil. Pod vlivem jeho sociologických názorů stejně jako názorů Nikolaje Černyševského se utvářel světový názor Svetozara Markoviće.